# Monument a la Mare de Déu del Camí
El Monument a la Mare de Déu del Camí és una obra de Sant Guim de Freixenet (Segarra) inclosa a l'Inventari del Patrimoni Arquitectònic de Catalunya.
Monument situat a pocs metres de la carretera B-100 que va de Sant Guim de Freixenet a la Tallada, davant les piscines municipals del poble. Aquest es presenta estructurat a partir d'un graó, sòcol, pilar, escultura de la Mare de Déu i coberta. El graó és de planta quadrada, sobre el qual se situa un sòcol, també d'estructura quadrada, amb les arestes sobresortides, engrandint-ne el perímetre. El pilar és, també de secció quadrangular. Coronat el monument es disposa una imatge de la Mare de Déu, nomenada del Camí, realitzada amb mitjançant un motlle de ciment, la qual resta protegida de les inclemències del temps a partir d'una coberta de ferro forjat. L'estructura del monument presenta un parament paredat i no hi ha cap inscripció ni data en les seves cares.